# Csapó Károly (labdarúgó, 1952)
Csapó Károly (Agyagosszergény, 1952. február 23. –) magyar labdarúgó, középpályás, edző.

## Pályafutása

### Klubcsapatban
A Tatabánya egyik legismertebb játékosa. Az 1981/82-ben és 1987/88-ban kétszer ezüst- és kétszer bronzérmes bányászcsapat irányítója, játékmestere. 1981. szeptember 16-án az UEFA-kupa első csoportkörében telt ház előtt szabadrúgásból győztes gólt szerzett a Real Madrid ellen. Ezt a mérkőzést és Csapó gólját szerte az országban a mai napig emlegetik a futballrajongók.
30 évesen szerződött külföldre. Négy év franciaországi profiskodás után tért vissza Tatabányára. A második sikercsapat felülmúlhatatlanul legjobb teljesítményét 1987. augusztus 17-én, az akkor kezdődő bajnokság 2. fordulójában nyújtotta, amikor vendégként, a Hungária körúton 6-1-re győzték le az előző év bajnokcsapatát, a Verebes József vezette MTK-t. Kiprich, Vincze és Csapó a sportújság értékelésében a maximális 10 pontot kapta. Ilyen sem korábban, sem később nem történt a magyar labdarúgás újkori történetében.
NB1-es pályafutását 1990-ben fejezte be.

### A válogatottban
A magyar válogatottban 19 alkalommal szerepelt 1974 és 1986 között. Az 1978-as argentínai és az 1982-es spanyolországi világbajnokságon szereplő csapat tagja.
Egyetlen válogatottbeli gólját az Argentína ellen elveszített nyitómérkőzésen (1-2) szerezte az 1978-as világbajnokságon. Mint a világbajnokság leggyorsabb góljának szerzője, különdíjat kapott a FIFA-tól.

### Sportvezetőként
2013 nyarán az FC Tatabánya felügyelő bizottsági tagja lett.

## Statisztika

### Mérkőzései a válogatottban
| Magyarország | Magyarország         | Magyarország                                    | Magyarország  | Magyarország | Magyarország  | Magyarország  | Magyarország | Magyarország |
| #            | Dátum                | Helyszín                                        | Hazai         | Eredmény     | Vendég        | Kiírás        | Gólok        | Esemény      |
| ------------ | -------------------- | ----------------------------------------------- | ------------- | ------------ | ------------- | ------------- | ------------ | ------------ |
| 1.           | 1974. december 4.    | Szolnok, Tiszaligeti stadion                    | Magyarország  | 1 – 0        | Svájc         | barátságos    | -            | 73'          |
| 2.           | 1975. április 2.     | Bécs, Práter stadion                            | Ausztria      | 0 – 0        | Magyarország  | Eb-selejtező  | -            |              |
| 3.           | 1975. április 16.    | Budapest, Népstadion                            | Magyarország  | 1 – 2        | Wales         | Eb-selejtező  | -            | 56'          |
| 4.           | 1977. március 15.    | Teherán                                         | Irán          | 0 – 2        | Magyarország  | barátságos    | -            | 46'          |
| 5.           | 1978. május 24.      | London, Wembley Stadion                         | Anglia        | 4 – 1        | Magyarország  | barátságos    | -            | 46'          |
| 6.           | 1978. június 2.      | Buenos Aires, Estadio Monumental                | Argentína     | 2 – 1        | Magyarország  | vb-csoportkör | 1            | 10'          |
| 7.           | 1978. június 6.      | Mar del Plata, Estadio Mundialista (ARG)        | Olaszország   | 3 – 1        | Magyarország  | vb-csoportkör | -            |              |
| 8.           | 1978. június 10.     | Mar del Plata, Estadio José Maria Minella (ARG) | Franciaország | 3 – 1        | Magyarország  | vb-csoportkör | -            | 73'          |
| 9.           | 1979. március 28.    | Budapest, Népstadion                            | Magyarország  | 3 – 0        | NDK           | barátságos    | -            | 60'          |
| 10.          | 1979. április 4.     | Chorzów, Slask-stadion                          | Lengyelország | 1 – 1        | Magyarország  | barátságos    | -            |              |
| 11.          | 1979. május 2.       | Budapest, Népstadion                            | Magyarország  | 0 – 0        | Görögország   | Eb-selejtező  | -            | 31'          |
| 12.          | 1979. szeptember 12. | Nyíregyháza                                     | Magyarország  | 2 – 1        | Csehszlovákia | barátságos    | -            | 78'          |
| 13.          | 1979. szeptember 26. | Bécs, Práter-stadion                            | Ausztria      | 3 – 1        | Magyarország  | barátságos    | -            | 80'          |
| 14.          | 1981. április 28.    | Luzern, Allmend-stadion                         | Svájc         | 2 – 2        | Magyarország  | vb-selejtező  | -            | 75'          |
| 15.          | 1981. szeptember 23. | Bukarest, Augusztus 23. Stadion                 | Románia       | 0 – 0        | Magyarország  | vb-selejtező  | -            | 61'          |
| 16.          | 1981. október 31.    | Budapest, Népstadion                            | Magyarország  | 4 – 1        | Norvégia      | vb-selejtező  | -            | 69'          |
| 17.          | 1981. november 18.   | London, Wembley Stadion                         | Anglia        | 1 – 0        | Magyarország  | vb-selejtező  | -            | 76'          |
| 18.          | 1982. október 6.     | Párizs, Parc des Princes                        | Franciaország | 1 – 0        | Magyarország  | barátságos    | -            | 68'          |
| 19.          | 1986. november 12.   | Athén, Olimpiai Stadion                         | Görögország   | 2 – 1        | Magyarország  | Eb-selejtező  | -            | 69'          |
|              | Összesen             |                                                 |               | 19           | mérkőzés      |               | 1            | gól          |